# Ахметово (Благоварский район)
Ахме́тово (баш. Әхмәт) — деревня в Благоварском районе Республики Башкортостан Российской Федерации. Входит в состав Кучербаевского сельсовета.

## География

### Географическое положение
Расстояние до:
- районного центра (Языково): 32 км,
- центра сельсовета (Старокучербаево): 3 км,
- ближайшей ж/д станции (Благовар): 46 км.

## Население
| 2002 | 2009 | 2010 |
| ---- | ---- | ---- |
| 154  | ↘13  | ↗139 |

Согласно переписи 2002 года, преобладающая национальность — башкиры (78 %).